# Tangara varia
Tangara varia là một loài chim trong họ Thraupidae.